# Dommartin-sous-Amance
Dommartin-sous-Amance település Franciaországban, Meurthe-et-Moselle megyében. Lakosainak száma 311 fő (2022. január 1.). Dommartin-sous-Amance Agincourt, Bouxières-aux-Chênes, Essey-lès-Nancy, Eulmont, Laître-sous-Amance és Seichamps községekkel határos.

## Népesség
A település népességének változása:
| Lakosok száma | 221  | 300  | 282  | 264  | 255  | 264  | 278  | 287  | 302  | 311  |
|               | 1968 | 1982 | 1990 | 2006 | 2013 | 2015 | 2017 | 2019 | 2020 | 2022 |